# Taekwondo
Taekwondo (în coreeană 태권도 (hangul) / 跆拳道 (hanja) [tʰɛk͈wʌndo]), transcris și ca taekwando Taekwon-Do sau Tae Kwon Do) este o artă marțială coreeană, caracterizată în special prin lovituri înalte cu piciorul și lovituri cu pumnul. Taekwondo este unul dintre sporturile naționale coreene, practicat de peste 2000 mii de ani, reprezentând unul dintre cele mai vechi arte marțiale. Recent intrat în categoria sporturilor olimpice, practicarea acestui sport în întreaga lume este structurată și administrată de către World Taekwondo (WT [în română, Federația Mondială de Taekwondo]). Numele federației a fost modificat în acest fel în 2017, deoarece prescurtarea vechii sale denumiri World Taekwondo Federation (W.T.F.) inducea spre corelarea numelui său cu celebra prescurtare a unei injurii din limba engleză. În România practicarea acestui sport se realizează sub coordonarea Federației Române de Taekwondo WT, la conducerea căreia se află Constantin Apostol, maestru internațional 7 DAN. 

## Stil
Conform regulamentului internațional, Lupta dintre cei doi sportivi ai meciului de taekwondo este caracterizată de lovituri în mare parte ale membrelor inferioare, punctate corespunzător de către sistemul electronic pus la dispoziție, dar și de arbitri, iar lovitura cu pumnul trebuie să fie precisă și conform regulamentului pentru a fi punctată. Sportivii poartă echipamente de protecție pe cea mai mare parte a corpului (cască de protecție dotată cu senzori electronici, protecție dentară, vesta dotată cu senzori pentru punctare, protecții pentru antebrațe, mănuși, tibiere și metatarsiene dotate cu senzori electronici pentru a fi realizată punctarea loviturilor.) Cei doi luptători poartă culorile albastru, respectiv roșu ( în coreeană chong, respectiv hong). Aceștia se luptă pe o suprafață octogonală ori pătrată, format 10x10 ori 12x12. Fiecare pătrat al suprafeței are latura de un metru. Meciurile sportivilor sunt atent coordonate de către arbitri. Aceștia sunt în număr total de trei pe suprafața de luptă, unul central, menit să stabilească ordinea meciului prin acordarea penalizărilor corespunzătoare, ceilalți doi stând în colțuri opuse alte saltelei, ținând în mână judge box-ul, un dispozitiv pentru acordarea anumitor tipuri de puncte, în funcție de lovitura fiecărui sportiv în parte. La masa suprafeței există un arbitru care se ocupă de partea tehnică a meciului de taekwondo, lucrând la sistemul incorporat într-un dispozitiv. Un alt arbitru ține evidența fiecărui meci în parte pe o hârtie specială, în cazul unei posibile erori la nivelul echipamentelor. Ultimul arbitru, este cel de la Video-Replay, un sistem de contestare a deciziilor luate de către arbitrii de la suprafață, de către antrenorii sportivilor.